# Relations entre l'Afghanistan et le Japon
 (juillet 2024).
Si vous disposez d'ouvrages ou d'articles de référence ou si vous connaissez des sites web de qualité traitant du thème abordé ici, merci de compléter l'article en donnant les références utiles à sa vérifiabilité et en les liant à la section « Notes et références ».
Les relations diplomatiques entre l'Afghanistan et le Japon ont démarré en 1931.

## Histoire
Les premiers contacts entre les deux pays datent de 1907.
En 1969, le roi et la reine d'Afghanistan visitèrent le Japon. En 1971, l'empereur Akihito et l'impératrice Michiko, ont visité l'Afghanistan. 
Après l'invasion soviétique en 1979, le Japon a fermé son ambassade et n'a pas reconnu les factions en guerre jusqu'en 2002 où il a rouvert son ambassade à Kaboul. 
En 2021, le Japon ferme son ambassade pour raisons de sécurité.